# لیسانه ده روفر
لیسانه ده روفر (انگلیسی: Lisanne de Roever؛ زادهٔ ۶ ژوئن ۱۹۷۹) بازیکن هاکی روی چمن اهل هلند بود.